# Schlossberg (Schönau)
Der Schlossberg ist ein 570,9 m ü. NHN hoher Berg im Wasgau, wie der südliche Teil des Pfälzerwaldes auch genannt wird.

## Lage
Der Berg befindet sich unmittelbar an der deutsch-französischen Grenze in der Gebirgslandschaft Wasgau, deren französischer Teil dort als Nordvogesen bezeichnet wird. Er umfasst einen Nord- sowie einen Südgipfel, zwischen denen die Staatsgrenze verläuft.
Der deutsche Teil des Berges liegt im Osten der Gemarkung der Ortsgemeinde Schönau und umfasst den Nordgipfel sowie den westlich liegenden Nebengipfel Sindelsberg (519 m ü. NHN). Ein kleiner Teil der Ostflanke gehört zu Nothweiler. Der französische Teil im Süden mit dem Südgipfel (551 m ü. NHN) ist Bestandteil der Gemeinde Wingen im Arrondissement Haguenau-Wissembourg.
Nach Norden ist der Berg über einen Bergsattel mit markanten Felsformationen mit einem Bergrücken mit dem Kuhnenkopf (530,9 m ü. NHN) und weiter dem Beißenberg (484,7 m ü. NHN) verbunden. Am nördlichen Bergsattel liegt das Naturschutzgebiet Zeppelinhalde. Nach Westen zieht sich ein etwa zwei Kilometer langer Bergrücken mit dem Sindelsberg, dem Maiblumenkopf (512 m ü. NHN) und dem Brackenberg (422,3 m ü. NHN) in Richtung Schönau. Östlich befindet sich getrennt durch das Tal des Litschbachs der Kappelstein (498 m ü. NHN).

## Charakteristik
Beim Schlossberg handelt es sich um einen kegelförmigen Doppelgipfel von relativ hoher Prominenz auf. Von beiden Gipfeln auf ist ein umfassender Panoramablick möglich. Zudem ist der Berg dicht von Mischwäldern umgeben. Darüber hinaus existieren Felsformationen des Mittleren Buntsandstein.

## Felsen und Burgen
Am Berg befinden sich zahlreiche markante Buntsandsteinformationen, die zum Teil im Mittelalter zu Felsenburgen ausgebaut wurden. Deren Ruinen können heute noch besichtigt werden. Auf dem Nordgipfel befindet sich die Ruine der Wegelnburg, die zugleich die höchstgelegene Burganlage innerhalb der Pfalz darstellt. Etwa 200 Meter südwestlich des Burgfelsens liegt der Krötenstuhlfelsen. Nahe dem Südgipfel befindet sich die Ruine der Hohenburg. Auf dem Bergausläufer in südlicher Richtung liegen dann in etwa 300 Meter Entfernung die Burgruine Löwenstein und weitere 200 Meter weiter der Krappenfels. Auf einen Bergausläufer in südwestlicher Richtung liegt die etwa 400 Meter lange Felsformation des Langenfels.

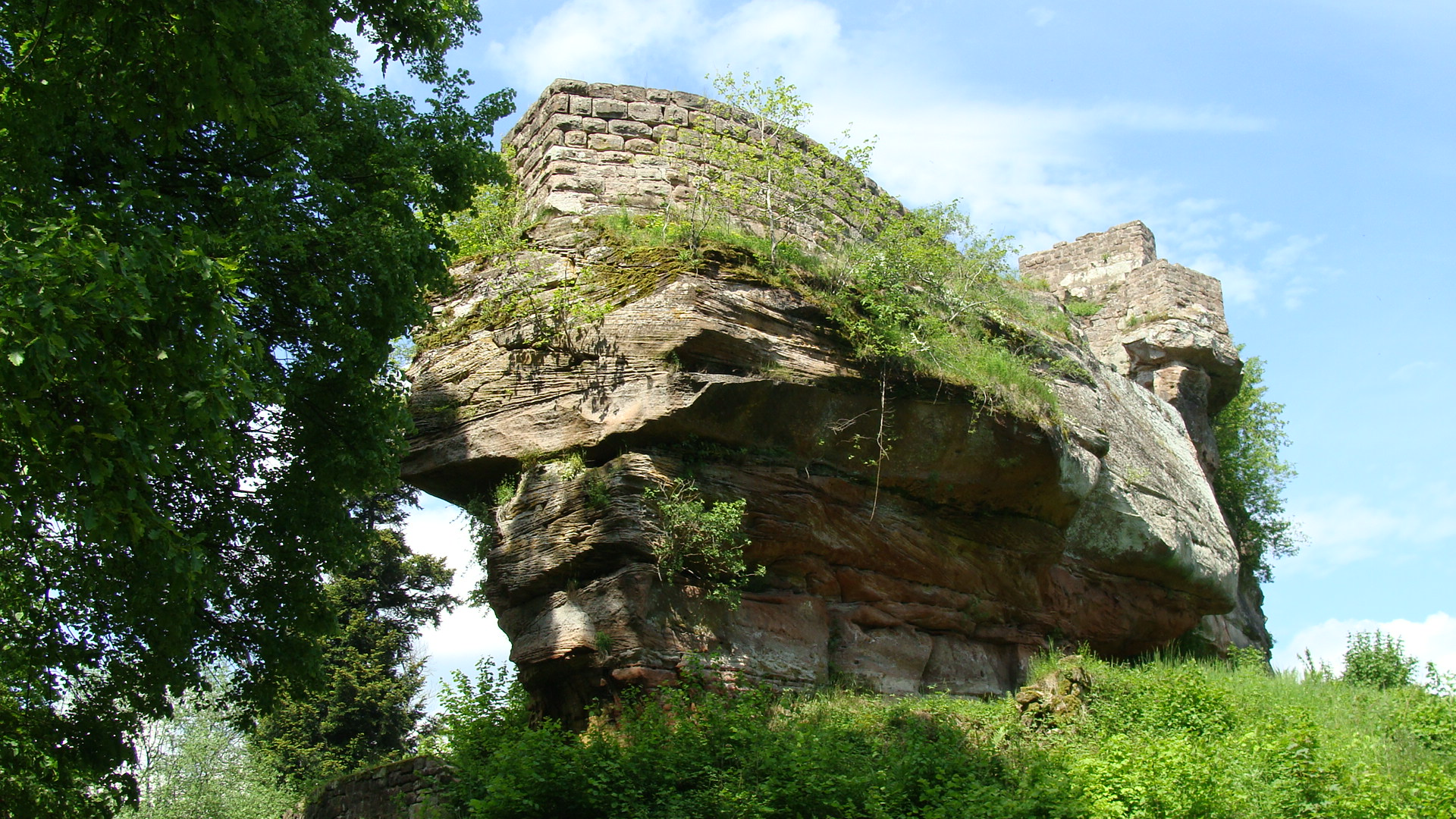
Wegelnburg
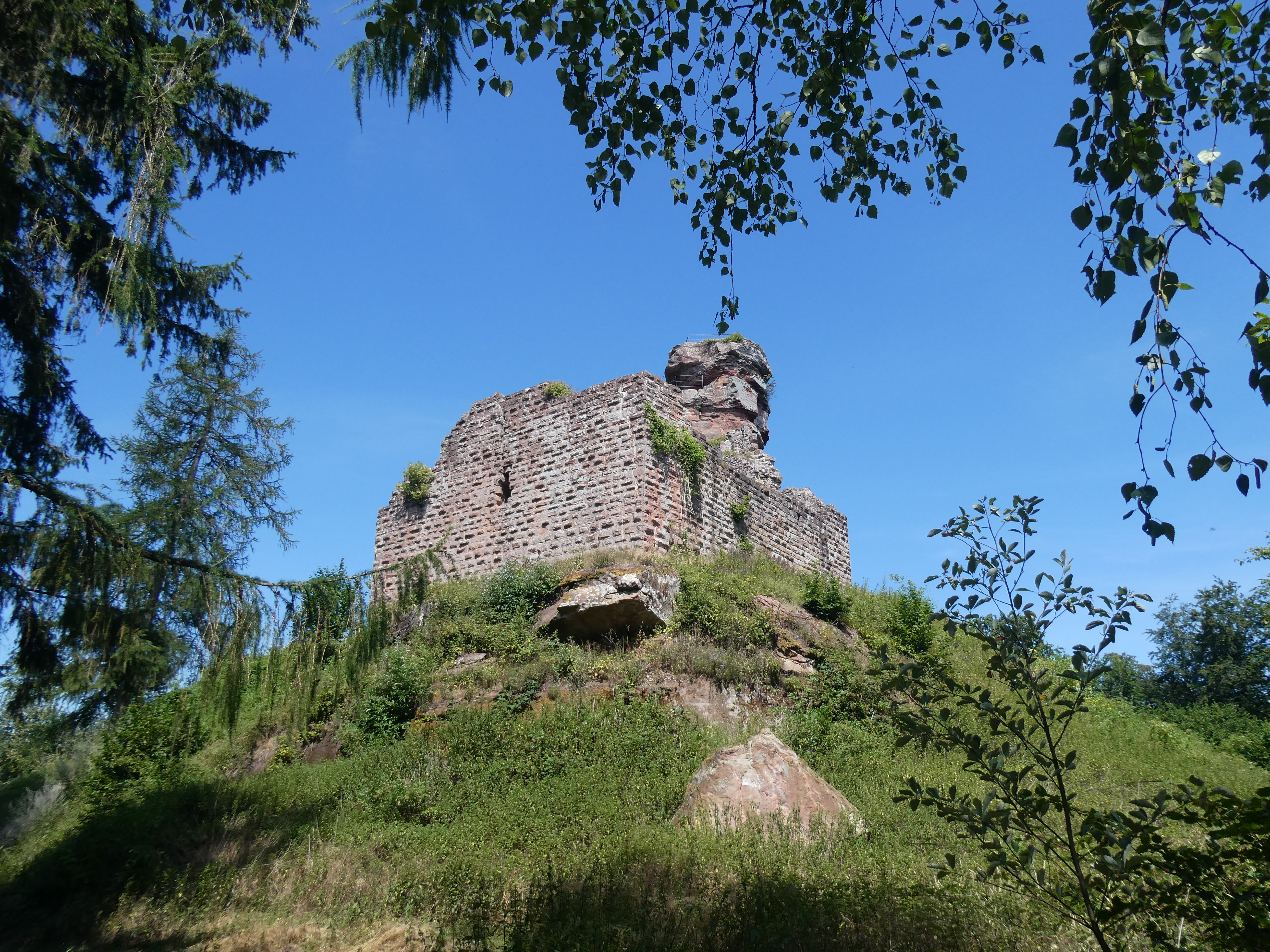
Hohenburg
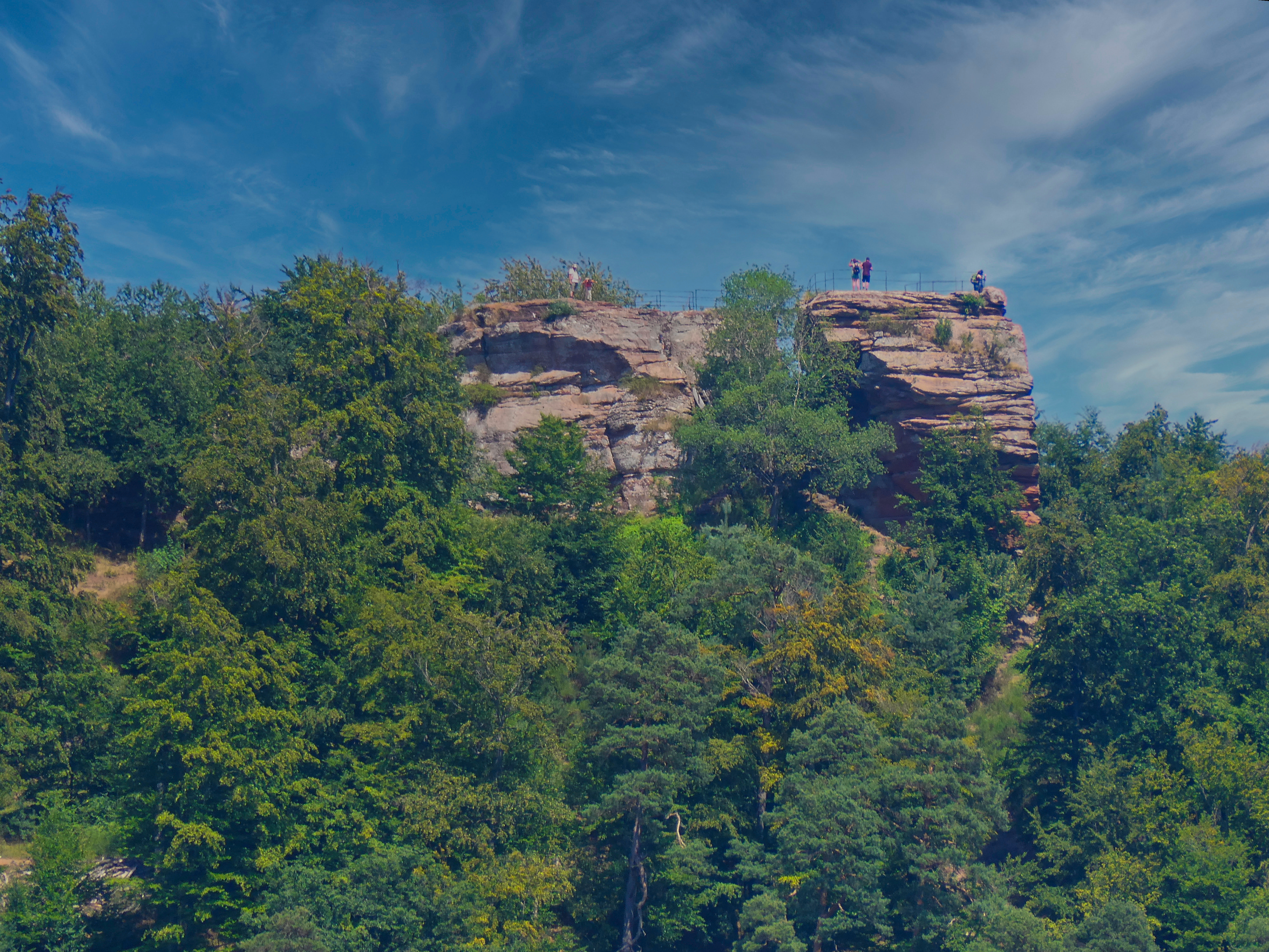
Löwenstein
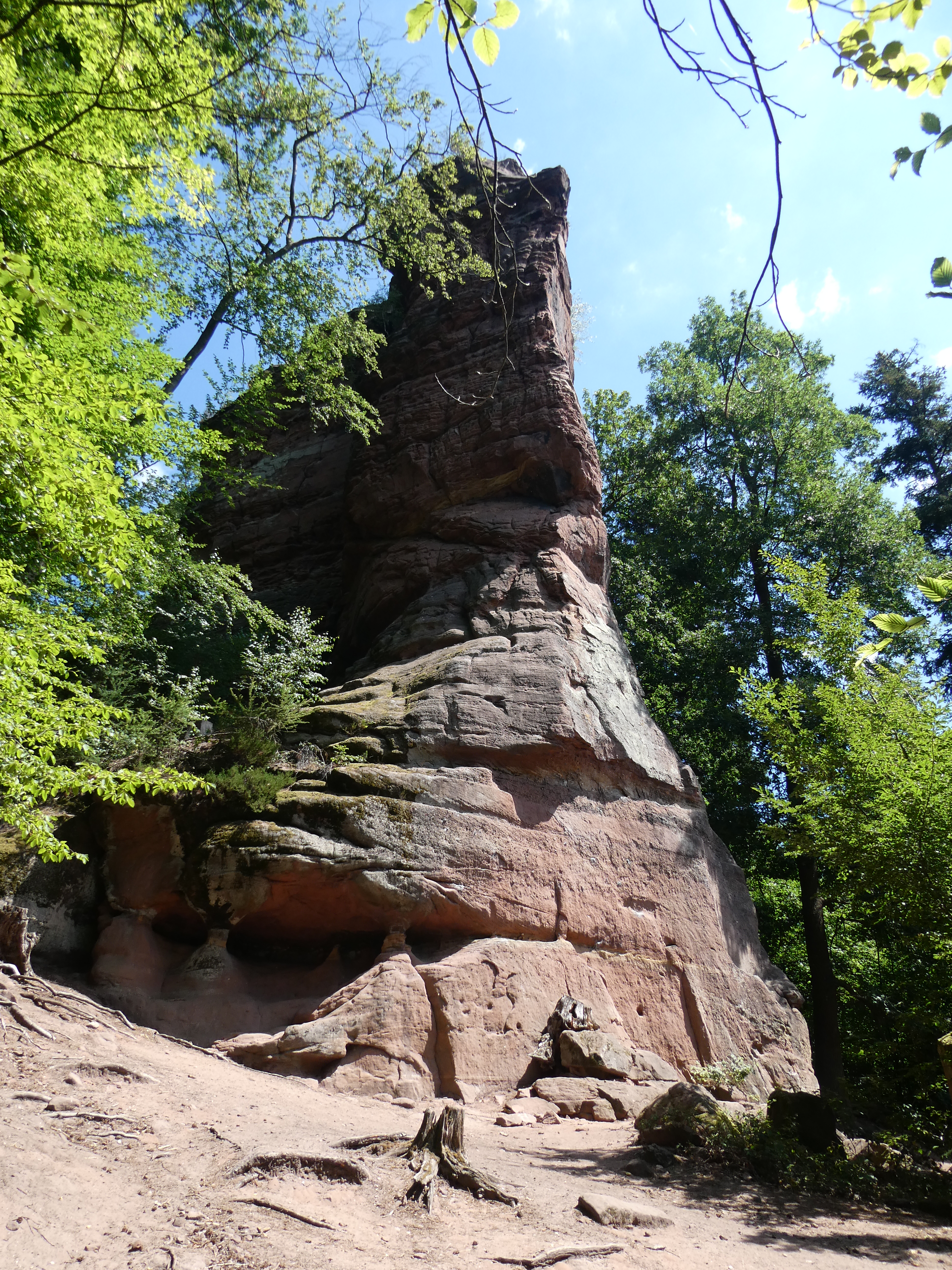
Langenfels
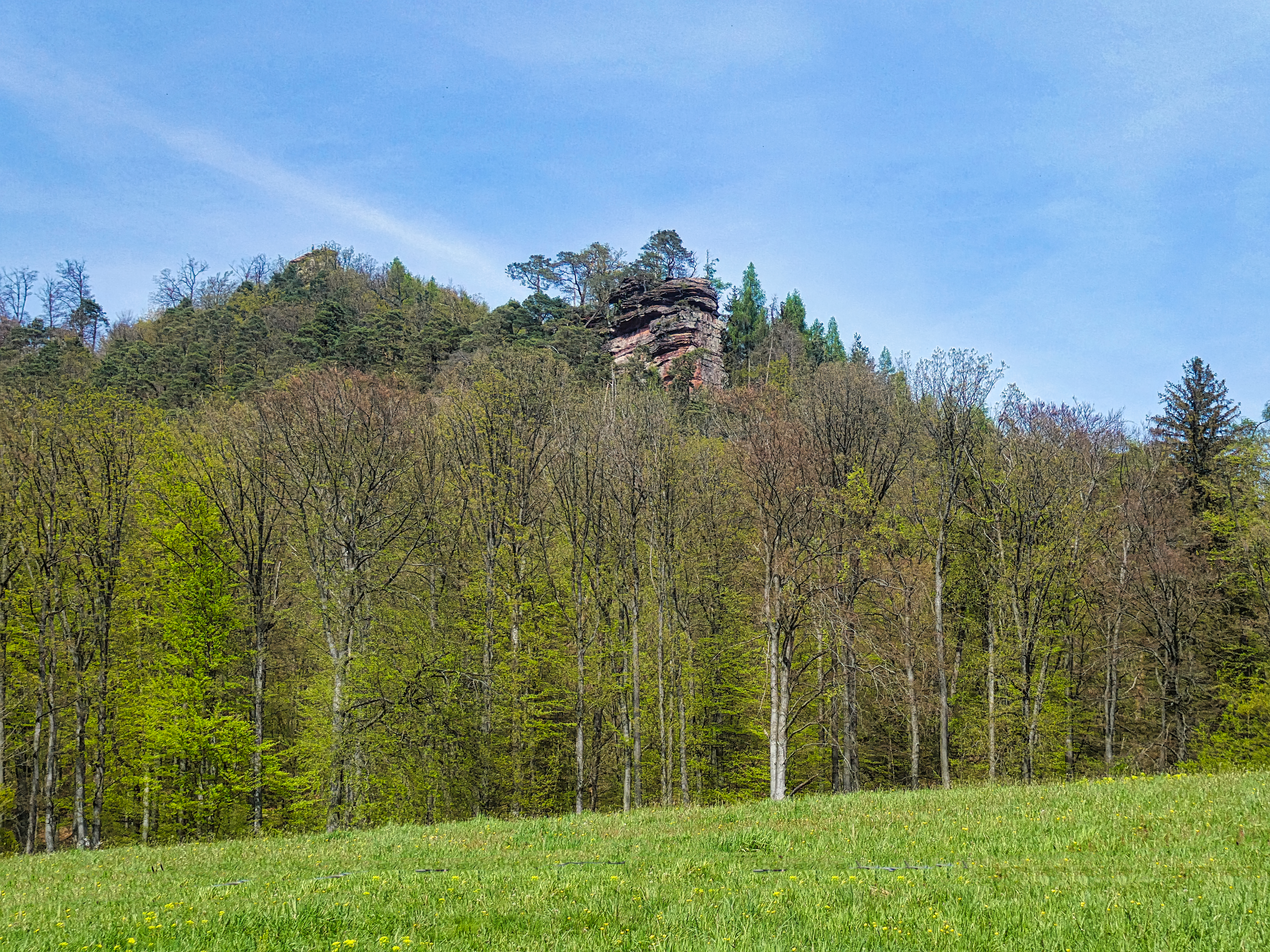
Krappenstein

## Zugang und Wanderwege
Die Gipfel des Berges können aus verschiedenen Richtungen über markierte Wanderwege erreicht werden. Auf der deutschen Seite kann den Aufstieg von Nothweiler oder Schönau aus erfolgen. Vom Süden auf französischer Seite können die Wanderparkplätze an der Burg Fleckenstein, am Gimbelhof oder Litschhof als Ausgangspunkt dienen. Über den Schlossberg verlaufen unter anderem der etwa 33 Kilometer lange Rundweg Deutsch-Französischer-Burgenweg,  die Fernwanderwege Staudernheim–Soultz-sous-Forêts und Donnersberg–Donon. Ein beliebter lokaler Rundweg ist mit etwa 14,7 Kilometer Länge die Vier-Burgen- und Grenzgängertour.